# Большое Лукино
Большое Лукино — деревня в Курском районе Курской области. Входит в состав Полянского сельсовета.

## География
Расположена деревня вблизи реки Большая Курица (правый приток Сейма), деревни Малое Лукино, в 86 км от российско-украинской границы, в 15 км к северо-западу от Курска, в 3,5 км от центра сельсовета — села Полянское.
Климат
Большое Лукино, как и весь район, расположено в поясе умеренно континентального климата с тёплым летом и относительно тёплой зимой (Dfb в классификации Кёппена).
Часовой пояс
Деревня Большое Лукино, как и вся Курская область, находится в часовой зоне МСК (московское время). Смещение применяемого времени относительно UTC составляет +3:00.

## Население
| 2002 | 2010 |
| ---- | ---- |
| 109  | ↘77  |

## Инфраструктура
Личное подсобное хозяйство. В деревне 78 домов.
Дети учатся в с. Полянское, МБОУ «Полянская средняя общеобразовательная школа» имени гвардии лейтенанта М. И. Ходыревского.
В деревне расположен памятный знак гвардии лейтенанту М. И. Ходыревскому

## Транспорт
Просёлочные дороги. К деревне подходит дорога 38Н-198 (38Н-197 – 2-е Анпилогово – Большое Лукино) с общественным транспортом.
Остановка общественного транспорта «Лукино» в деревне Малое Лукино.